# قطعنامه ۱۱۶۴ شورای امنیت
قطعنامه ۱۱۶۴ شورای امنیت سازمان ملل متحد که در تاریخ ۲۹ آوریل ۱۹۹۸ تصویب شد، سندی بین‌المللی دربارهٔ بررسی وضعیت در آنگولا است. این قطعنامه طی نشست ۳۸۷۶ام با ۱۵ رای موافق، ۰ مخالف و ۰ ممتنع تصویب شد.